# Danilo Carando
Danilo Ezequiel Carando é um futebolista argentino, atualmente defende o Cienciano.
Em janeiro de 2010 foi contratado pelo Fotbal Club Astra Giurgiu. Em janeiro de 2017, Carando retornou ao Real Garcilaso.